# Yilian Cañizares
Yilian Cañizares is een Cubaans-Zwitserse muzikant die sinds 2000 in Zwitserland woont.

## Biografie
Yilian Cañizares werd geboren in Havana, waar zij viool studeerde in de strikte Russische traditie. In 1997 verhuisde zij naar Venezuela om haar studie voort te zetten. Drie jaar later verhuisde zij naar Zwitserland, aan het Conservatorium van Fribourg haar opleiding te voltooien. Zij wilde oorspronkelijk een klassiek musicus worden. In Zwitserland raakte ze geïnteresseerd in Jazz en besloot om te gaan zingen. Zij woont nog in Zwitserland en zij verkreeg burgerschap. Zij vond haar eigen stijl, toen ze de muziek van de Franse jazz violist Stéphane Grappelli ontdekte. Ze besloot zijn stijl te mengen met Cubaanse muziek.
Na het afronden van haar studie richtte ze de band Ochumare ('regenboog' in Yoruba) op , met David Britto (contrabas) en Cyril Regamey (percussie). Daarna zette ze haar carrière voort onder eigen naam.  en het Franse tijdschrift Les Inrockuptibles nam haar album Invocación op in de lijst met tien essentiële albums uit Zuid-Amerika van 2015.
Ze geeft ook vioolles en jazzimprovisatie aan de muziekschool van Lausanne.

## Stijl
Haar stijl is een weerspiegeling van verschillende invloeden met een vleugje Jazz, Klassieke muziek, Cubaanse muziek en veel ruimte voor improvisatie. Het Franse tijdschrift Les Inrockuptibles spreekt van een jazz-instrumentatie die is vermengd met rituele yoruba-percussie. Zij zingt in het Spaans, Frans en Yoruba en een van haar kenmerken is dat ze zingt en tegelijkertijd speelt.

## Discografie
Ochumare Quartet
- 2009: Caminos
- 2011: Somos Ochumare

Yilian Cañizares
- 2013: Ochumare, Naïve Records
- 2015: Invocación, Naïve Records

Omar Sosa - Yilian Cañizares
- 2018: Aguas